# Pociąg widmo do Gwiazdy Wschodu
Pociąg widmo do Gwiazdy Wschodu (dokładnie: Pociąg widmo do Gwiazdy Wschodu – Szlakiem Wielkiego bazaru kolejowego, tytuł ang. Ghost train to the Eastern Star: On the tracks of the Great Railway Bazaar) – powieść podróżnicza Paula Theroux z 2008. Polskie tłumaczenie (Paweł Łopatka) ukazało się w 2010 (Wydawnictwo Czarne).
Powieść jest nawiązaniem do odbytej przez autora podróży podobnym szlakiem w 1973, opisanej w Wielkim bazarze kolejowym. Autor, po trzydziestu latach wybrał się w kolejową podróż szlakiem zbliżonym do opisanego, celem prześledzenia zmian społecznych i gospodarczych, jakie dokonały się w Azji Środkowej, Wschodniej i Południowo-Wschodniej przez trzy dekady. W międzyczasie rozpadł się Związek Radziecki, nastąpił gwałtowny, ale bardzo niezrównoważony rozwój Indii, a w Birmie nastała dyktatura wojskowa. Ze względu na wojnę z Talibami, autor nie mógł przejechać przez Afganistan i Pakistan, a odwiedził za to Turkmenistan i Uzbekistan.
Theroux darzył kolej dużym sentymentem, co było przyczyną wyboru środka podróży. Odcinki niemożliwe do pokonania pociągami zostały przebyte samolotami, samochodami, promami lub autobusami.
Trasa podróży opisanej w powieści, wiodła przez następujące kraje:
- Wielka Brytania – wyjazd z Londynu,
- Francja (Paryż),
- Austria (Wiedeń),
- Węgry (Budapeszt),
- Rumunia (Bukareszt),
- Turcja (Stambuł, Ankara, Trabzon),
- Gruzja (Batumi, Gori, Tbilisi),
- Azerbejdżan (Baku),
- Turkmenistan (Aszchabad, Mary),
- Uzbekistan (Buchara, Samarkanda, Taszkent),
- Indie (Amritsar, Jaipur, Mumbaj, Bengaluru, Ćennaj),
- Sri Lanka (Kolombo),
- Tajlandia (Bangkok, Nong Khai, Hat Yai),
- Laos (Wientian),
- Malezja (Kuala Lumpur),
- Singapur,
- Kambodża (Angkor Wat, Siĕm Réab, Phnom Penh),
- Wietnam (Sajgon, Đà Nẵng, Hanoi, Lào Cai),
- Chiny (Kunming),
- Japonia (Tokio, Niigata, Kioto, Nara, Sapporo, Wakkanai),
- Rosja (Władywostok, Chabarowsk, Birobidżan, Czyta, Irkuck, Nowosybirsk, Jekaterynburg, Perm, Perm-36, Kirow, Moskwa),
- Białoruś (Mińsk),
- Polska (wspomniany jest tylko Terespol),
- Niemcy (Berlin).